# 趙範 (三國)
趙範（167年左右—209年後），東漢末年至三國時期人，在漢末擔任荊州的桂陽太守。

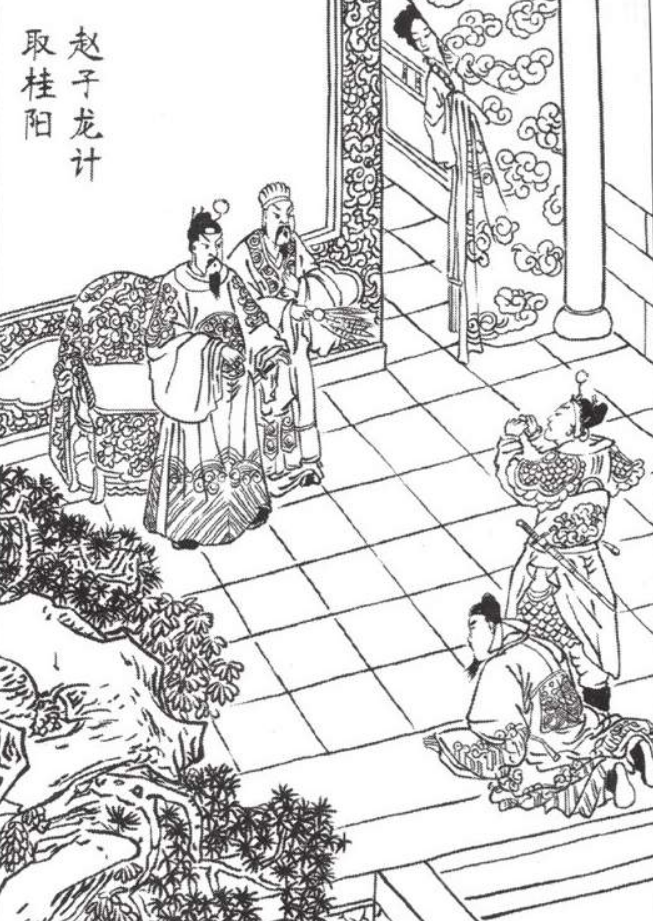
小说《三国演义》插画：赵子龙计取桂阳

劉備在赤壁之戰後，推薦劉琦擔任荊州刺史，南征荊州四郡；如秋風掃落葉，武陵太守金旋、長沙太守韓玄、桂陽太守趙範與零陵太守劉度都望風而降，後來趙範被偏將軍趙雲取代擔任桂陽太守。
趙範的樊姓嫂子守寡，外貌有國色天香的姿態，趙範投降後，希望能促成樊氏和趙雲的婚事。趙雲推辭說：「我和你趙範同姓，你哥哥就像我哥哥一樣，所以和你嫂子結合似乎不妥。」於是很堅持的推辭他。當時有人勸趙雲容納她當自己妻子，趙雲回覆：「趙範其實是被迫投降，他的心思並不可測。天下好的女性不少，我何必真的要如此呢？」最後還是沒有娶樊氏。最後，趙範果然如趙雲所料，有異心而逃，趙雲沒有受騙，趙範而後不知所終。

## 相關文藝作品

### 影視作品
| 年份   | 劇名           | 演員   | 剧中姓名 | 註解 |
| 2010年 | 電視劇《三國》 | 王國剛 | 趙範     |      |

### 漫畫
- 《火鳳燎原》（陳某）: 設定於劉備攻打荊南四郡時登場，在曹操於赤壁之戰失敗後乘機崛起，文則有同鄉兼同姓之義弟「水鏡八奇」之一趙昇相助，武則利用樊氏宣稱為亡故之義兄的妻子來接近其他軍閥並殺害以兼併所擁有的城池及兵馬。